# Sant Feliu de Guíxols
Sant Feliu de Guíxols település Spanyolországban, Girona tartományban. Sant Feliu de Guíxols Castell d'Aro, Platja d'Aro i s'Agaró és Santa Cristina d'Aro községekkel határos. Lakosainak száma 23 050 fő (2024).

## Népesség
A település népessége az elmúlt években az alábbi módon változott:
| Lakosok száma | 1592 | 9219 | 9147 | 10 307 | 15 428 | 19 693 | 21 977 | 21 810 | 21 925 | 23 050 |
|               | 1717 | 1887 | 1936 | 1960   | 1986   | 2004   | 2009   | 2014   | 2019   | 2024   |